# Segovia (Antioquia)
Segovia is een gemeente in het Colombiaanse departement Antioquia. De gemeente telt 34.324 inwoners (2005).